# 国鉄ED16形電気機関車

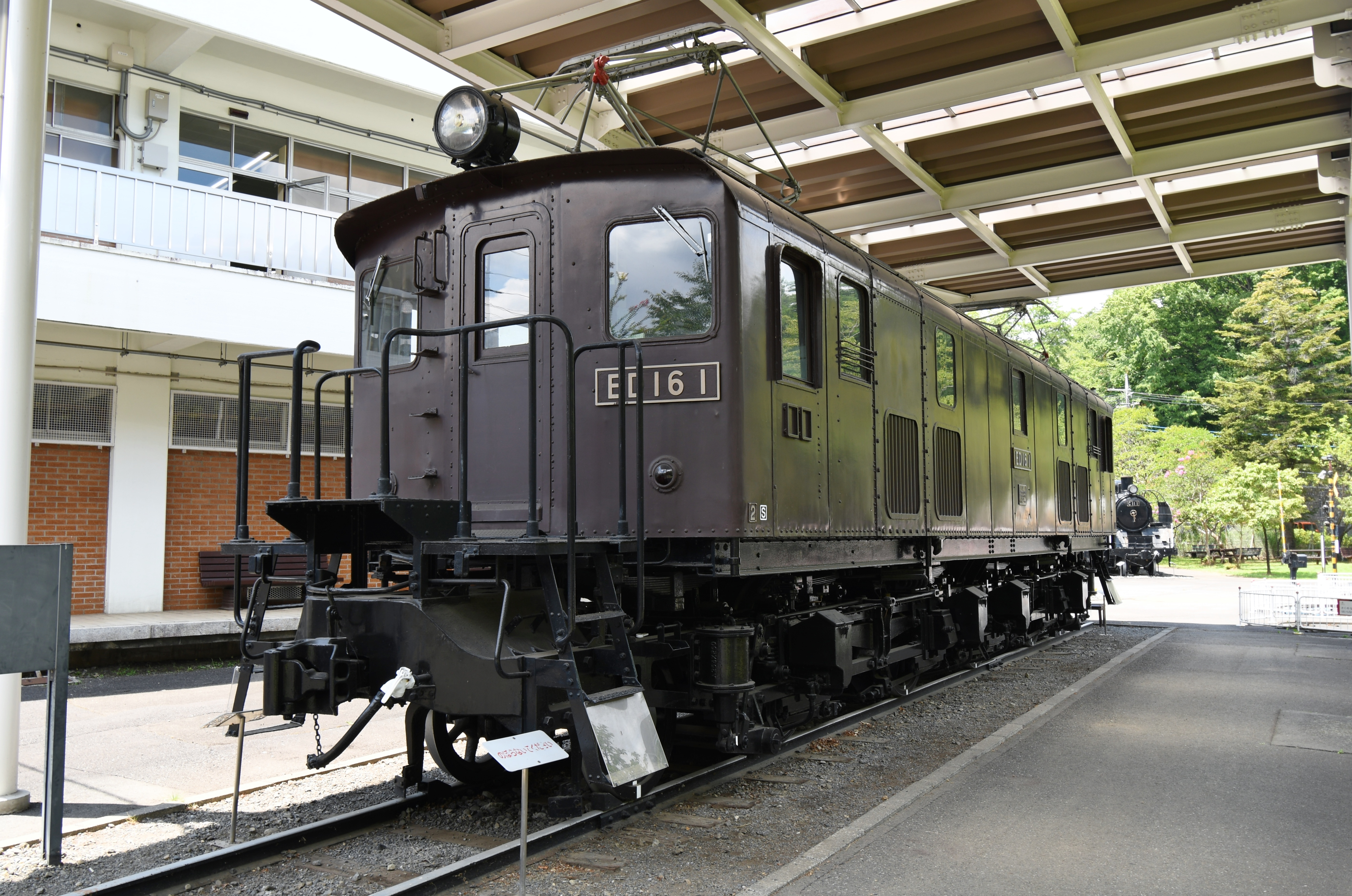
ED16 1（青梅鉄道公園）

ED16形は、日本国有鉄道の前身である鉄道省が、1931年（昭和6年）から製造した直流用電気機関車である。

## 登場の背景
1920年代の東海道本線・横須賀線電化に際しては欧米から電気機関車を輸入していたが、多形式を少数輸入したこともあって運転取り扱いや保守にも問題があり、鉄道省と民間会社の共同設計による省形電気機関車としてEF52形が開発された。また、本線向けの大型機であるEF52形に対し、支線用の中型旅客機としてED55形が計画されたが製造前に計画中止となり、同形式の設計を勾配線区・貨物列車用の低速中型機に変更した本形式が、1930年代初頭に行われた中央本線甲府電化・上越線清水トンネル区間電化用として製造された 。

## 構造
EF52形をD形（動輪4軸）として小型化したような外観である。EF52形と同様、箱型車体で車端に乗務員出入用のデッキが設けられている。動輪は4軸で、両端に先輪が1軸ずつ設けられている。
内部機器はEF52形を元にして開発されたが、本形式はD形機であることから回路構成は比較的単純なものとなり、EF52形の実績を反映させた機器とともにEF53形といった省形電気機関車への橋渡し的存在となった。また、勾配路線での運転を考慮して動軸には空転検出回路による運転室への警報装置を備え、さらに重連運転を考慮して重連総括制御装置を設けたが、総括制御は冬期には雪の侵入による故障が多発しただけでなく、空転検出回路も当時の技術では警報装置を作動させる以外の動作を行うことができず、後ろの機関車に対して先頭の機関車の制御装置から空転対策を講じることが難しいなど取扱いに問題があり、総括制御装置は短期間で撤去、空転警報装置も戦後には一部で使用を停止・撤去してしまった。
尾灯は外付け式だが、1960年代に全機車体組み込み式に改造されている。
本形式はEF52形に続く省形電気機関車であること、試験用に使いやすい車体規模や構造であったことから新造直後より電気機関車の性能・運転状態の試験に供されただけでなく、1933年（昭和8年）には中央本線で回生ブレーキ実験、1957年（昭和32年）には奥羽本線板谷峠で直流電気機関車の再粘着実験を行い、その結果はEF11形の回生ブレーキやED60形以降の新性能電気機関車開発に反映された。

## 製造
1931年に18両が製造された。製造は三菱重工業・日立製作所・東芝・川崎造船所。

## 運用

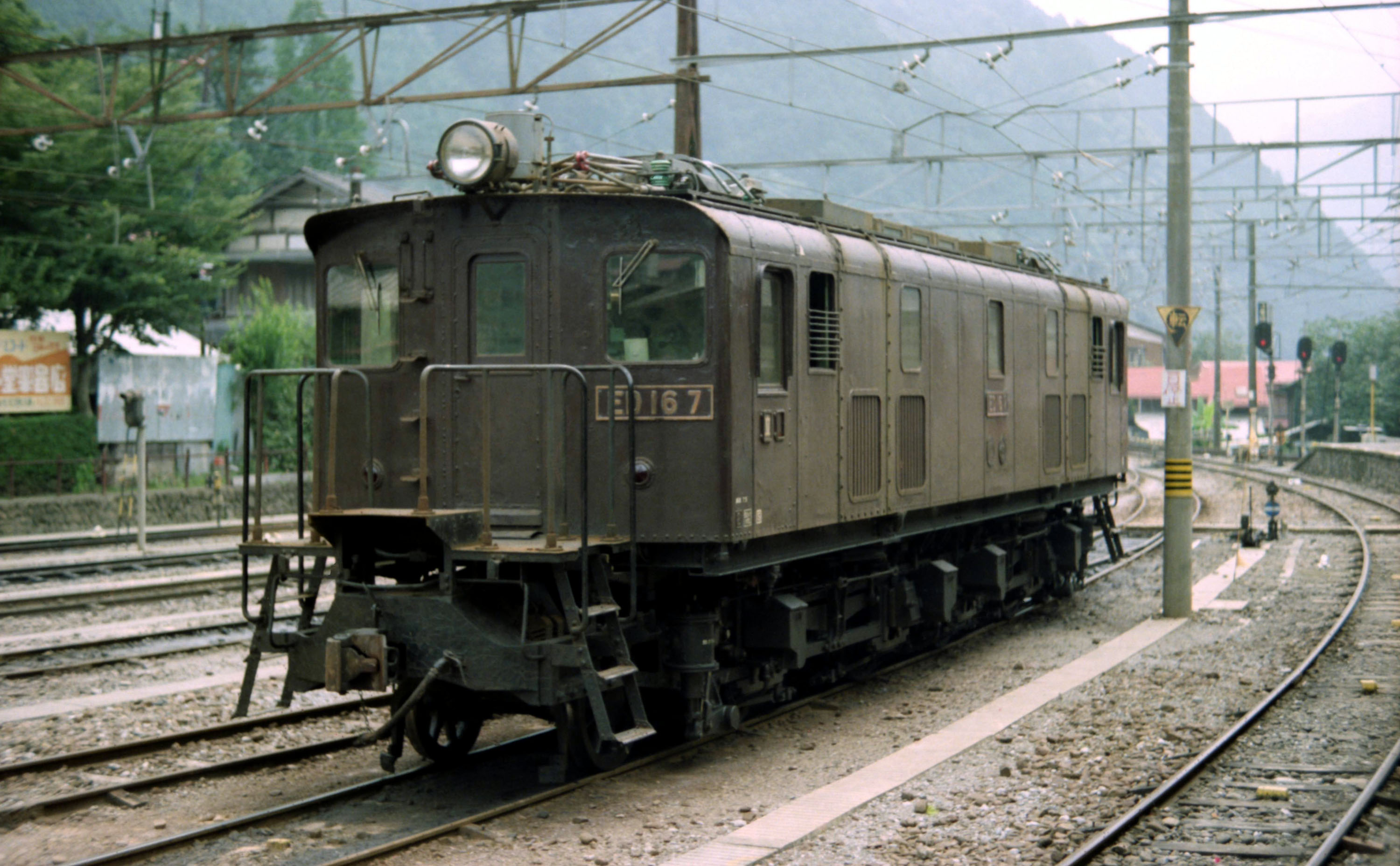
ED16 7（1980年8月 奥多摩駅）

戦前は製造直後に一部が試運転・上越線電化の準備目的で東京機関区と国府津機関区に配置されたが、その後は水上機関区と甲府機関区に配置され上越線・中央本線で旅客列車・貨物列車の双方に運用された。その後戦時中には上越線の輸送量が激増したため、水上機関区配置車がEF10形・EF11形といったF形（動輪6軸）電気機関車に置き換えられる形で甲府機関区と八王子機関区に転属、国府津機関区久里浜支区に移った1両を除き中央本線で集中的に運用された。戦後の復興期には中央本線にもF形電気機関車が増備され、本形式は次第に幹線での運用より支線区での運用を主とする形となったことから1949年（昭和24年）以降は八王子機関区西国立支区（後の立川機関区）と鳳機関区（現在の鳳電車区）に集められた。立川機関区所属の車両は青梅線・五日市線・南武線で貨物列車の牽引に使用、鳳機関区所属の車両は阪和線で旅客・貨物列車を牽引した。
その後、阪和線にED60形、EF58形、EF15形などが投入されたため、1970年（昭和45年）までに阪和線から撤退し、本形式は18両全機が立川機関区に集められ奥多摩駅 - 浜川崎駅間などで運転される青梅線・南武線の石灰石列車の牽引に使用された。当時の青梅線は線路等級が低く軸重16tのF形機関車の入線ができない上、新系列D形電気機関車は数が不足していて代替機がなかったため永年にわたって本形式が運用され、鉄道ファンに親しまれたが、その後同線の改良が行われてEF15形やEF64形が入線可能になったことに伴い、置き換えられた。1983年（昭和58年）3月に新宿駅 - 御嶽駅間で12系客車を牽引して「さよなら運転」を行った後、立川機関区の廃止にともなって書類上八王子機関区に転属した4号機を最後に1984年（昭和59年）6月19日をもって全車廃車となった。EF59形と並んで国鉄初期の旧型電気機関車としては実に53年間の長きにわたって運用された長命な形式であった。
| 年度   | 1933年 | 1935年 | 1937年 | 1939年 | 1941年 | 1943年 | 1947年 | 1949年 | 1951年 | 1953年 | 1955年 | 1957年 | 1959年 | 1961年 | 1963年 | 1965年 | 1967年 |
| ------ | ------ | ------ | ------ | ------ | ------ | ------ | ------ | ------ | ------ | ------ | ------ | ------ | ------ | ------ | ------ | ------ | ------ |
| 水上   |        | 13     | 13     | 12     | 10     | 8      |        |        |        |        |        |        |        |        |        |        |        |
| 甲府   | 5      | 5      | 5      | 5      | 5      | 6      | 11     | 8      | 6      | 3      |        |        |        |        |        |        |        |
| 八王子 |        |        |        | 1      | 3      | 1      | 6      | 8      | 5      | 3      | 5      | 4      | 5      | 6      | 3      | 1      |        |
| 久里浜 |        |        |        |        |        |        | 1      | 1      | 1      | 1      | 1      | 1      |        |        |        |        |        |
| 西国立 |        |        |        |        |        |        |        |        | 1      | 1      | 4      | 5      | 5      | 9      |        |        |        |
| 鳳     |        |        |        |        |        |        |        |        | 5      | 8      | 8      | 8      | 8      | 3      | 3      | 3      |        |
| 東京   |        |        |        |        |        |        |        |        |        | 2      |        |        |        |        |        |        |        |
| 立川   |        |        |        |        |        |        |        |        |        |        |        |        |        |        | 12     | 14     | 18     |

- 「国鉄動力車配置表』1931年より1967年までの1945年を除く隔年分から『世界の鉄道』1969年、朝日新聞社
- 不明分がある

## 現状
静態保存機として1号機が青梅鉄道公園に保存されている。本機は、1980年（昭和55年）10月14日に準鉄道記念物に指定されている。2018年（平成30年）3月9日には、国の重要文化財に指定することを文化審議会が答申し、重要文化財指定「文部科学省告示 第二百八号（有形文化財を重要文化財に指定する件）」が公表された。
この他に10号機が東日本旅客鉄道大宮総合車両センターに保管されていたが、2015年（平成27年）2月頃に解体された。

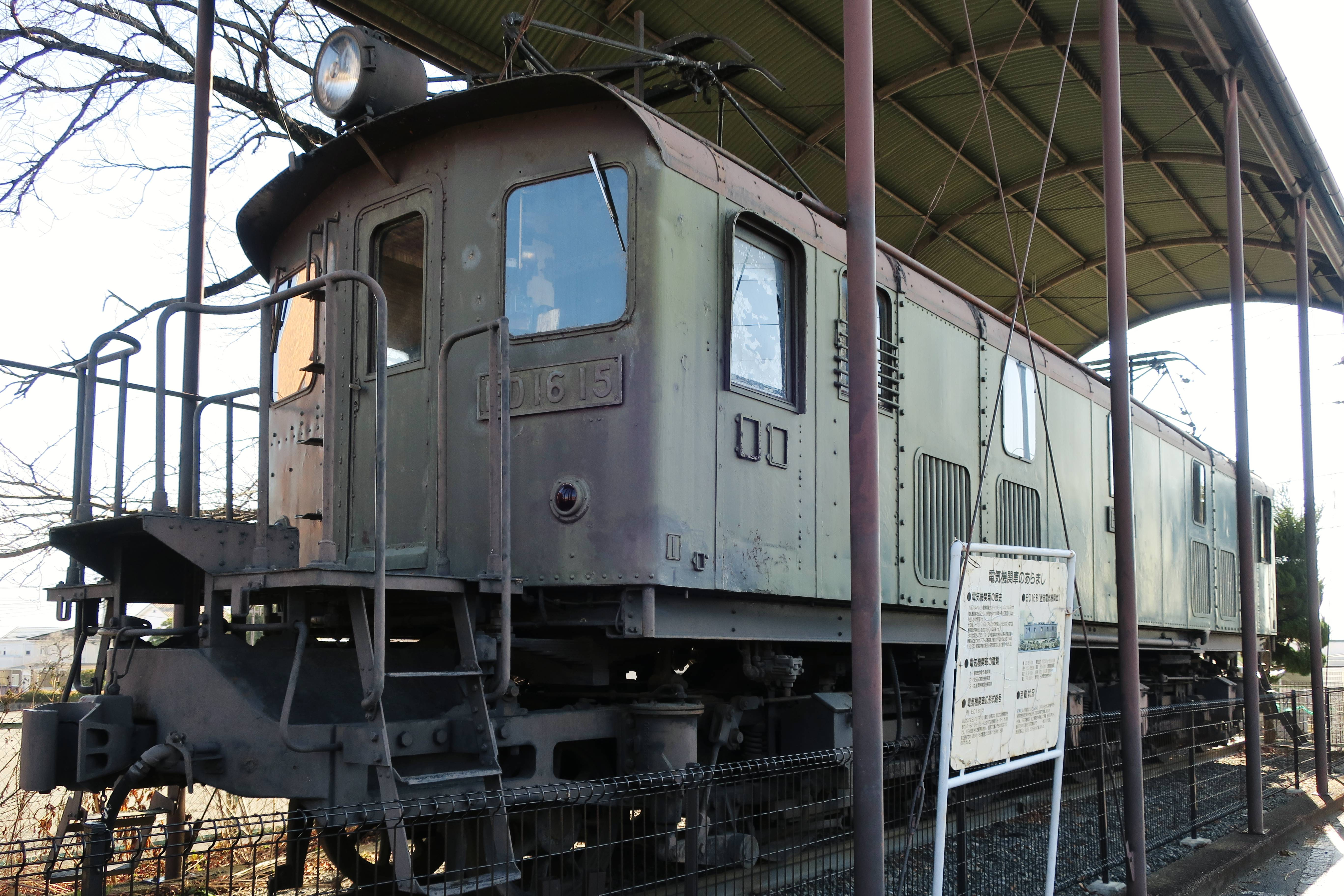
ED16 15（2021年撮影）

また、15号機が山梨県南アルプス市役所若草支所（旧・中巨摩郡若草町役場）に保存されていたが、老朽化が著しいとして解体され、跡地は2022年（令和4年）度内に移転新築される若草保育所の園庭および駐車場となる予定である。
10・15号機が解体されたことにより、現存するED16は青梅鉄道公園の1号機のみとなった。

## 主要諸元
- 全長：15360mm
- 全幅：2810mm
- 全高：3940mm
- 軸配置：1B+B1
- 機関車運転整備重量：76.80t
- 動輪上重量：59.64t 
  - 最大軸重：14.91t
- 電気方式：直流1500V
- 1時間定格出力：900kW
- 1時間定格引張力：10,100kg
- 最高運転速度：65.0km/h
- 1時間定格速度：32.5km/h
- 主電動機 MT17形4基
- 動力伝達方式：1段歯車減速吊り掛け式
  - 歯車比：17:81（1:4.77）

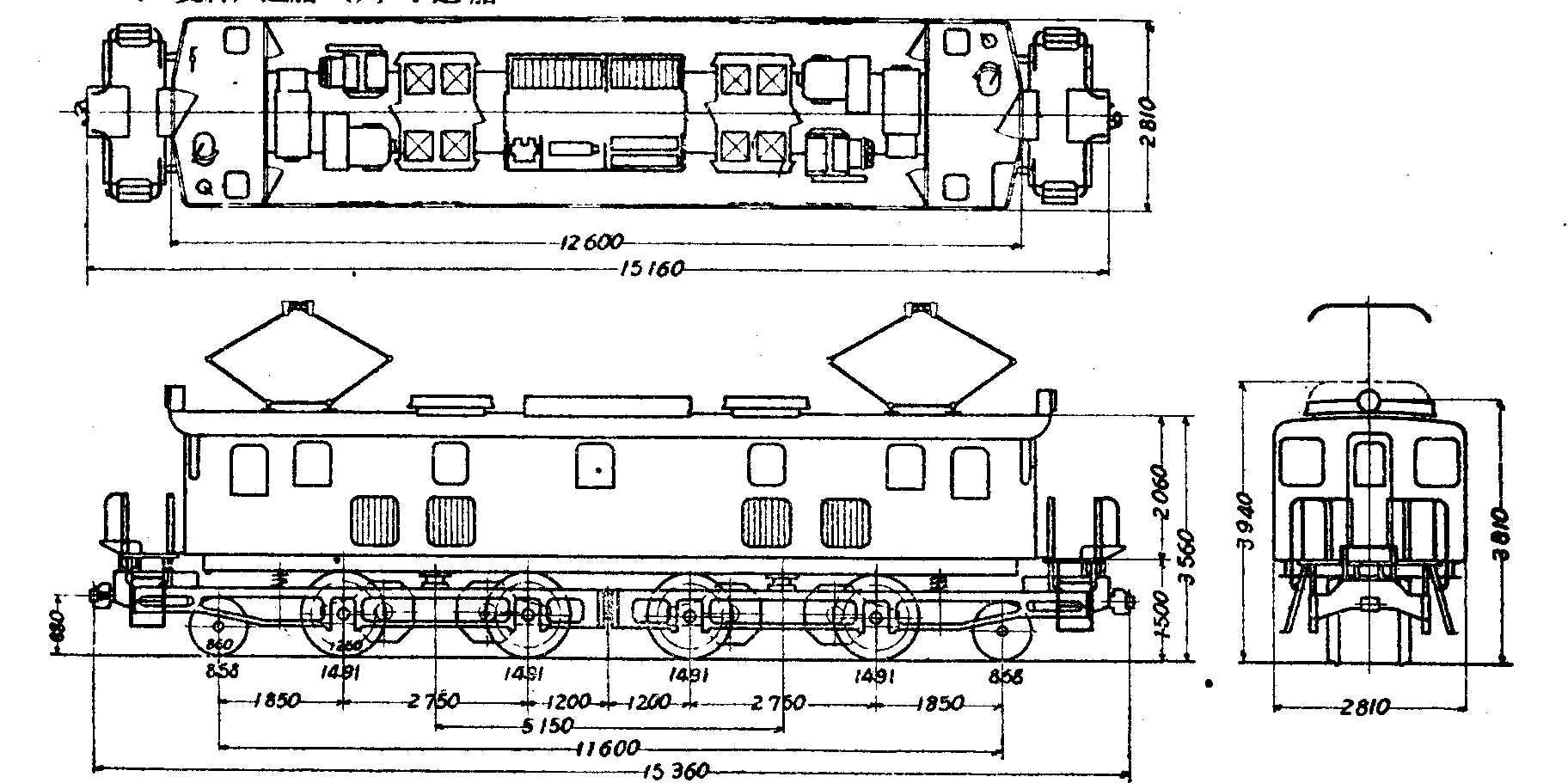
形式図

- 制御方式：重連（のち非重連）、抵抗制御、2段組合せ、弱め界磁制御
- 制御装置：電磁空気単位スイッチ式
- 制御回路電圧：100V
- ブレーキ装置：EL14A空気ブレーキ、手ブレーキ
- 台車形式
  - 主台車：
  - 先台車：LT124

## 関連した事件
- 湯の花トンネル列車銃撃事件 - 昭和20年（1945年）8月5日正午過ぎにアメリカ軍のP-51戦闘機複数機に銃撃された事件。ED16 7号機が牽引する列車が襲撃された。